# Crisi della Mayagüez
La crisi della Mayaguez, o incidente della Mayaguez fu l'ultima battaglia ufficiale che gli USA dovettero affrontare nella guerra del Vietnam.

## Storia
La SS Mayaguez era una nave container che faceva la sua regolare rotta per il supporto delle forze statunitensi nell'Asia sud-orientale. La rotta era Hong Kong - Sattahip (in Thailandia) - Singapore. Il 12 maggio 1975 la SS Mayaguez si trovava nel Golfo del Siam, a circa 60 miglia dalla costa della Cambogia in acque internazionali, e a sole 8 miglia da Poulo Wai (Kao Wai), un isolotto reclamato sia dalla Cambogia che dalla Thailandia e dal Vietnam, e nella stessa zona c'erano altre piccole imbarcazioni. Improvvisamente alcune cannoniere di fabbricazione statunitense salparono da Poulo Wai, dirette verso la Mayaguez. Alle 14:00 un colpo da 76mm venne sparato contro la nave.
Il Capitano Charles T. Miller diede l'allarme e inviò contemporaneamente un messaggio di SOS. La Cambogia era caduta a metà aprile e le imbarcazioni militari che assalirono la nave erano cadute in mano ai Khmer rossi, che, prima di dare l'assalto alla nave statunitense, avevano aggredito altre imbarcazioni. Il Capitano Miller cercò di temporeggiare facendo finta di non capire la lingua cambogiana e motivando il presunto sconfinamento con un malfunzionamento del proprio radar. Ma i soldati khmer rossi accusarono il capitano e l'equipaggio di spionaggio e li costrinsero a seguirli verso Kampong Saom, sulla terraferma. Intorno al mezzogiorno del 13 maggio la nave venne ancorata al largo di Kaoh Tang, un piccolo isolotto a 30 miglia dalla costa Cambogiana. Alle 19:00 dello stesso giorno i 39 marinai della nave furono fatti salire su alcune barche da pesca e sbarcati sull'isola di Kaoh Tang.
Il Presidente Gerald Ford denunciò il rapimento come un “atto di pirateria” e chiese l'immediato rilascio della nave. Gli sforzi diplomatici per risolvere la questione non ebbero successo, anche perché tra gli Stati Uniti e le forze dei Khmer Rossi che avevano raggiunto il potere in Cambogia non esistevano relazioni diplomatiche di nessun genere. Fu così che alle 17:45 del giorno successivo il Presidente ordinò un'azione militare di recupero. Un distaccamento dei Marine Corps a Subic Bay fu incaricato della missione con il compito di salire a bordo della nave dal mare.

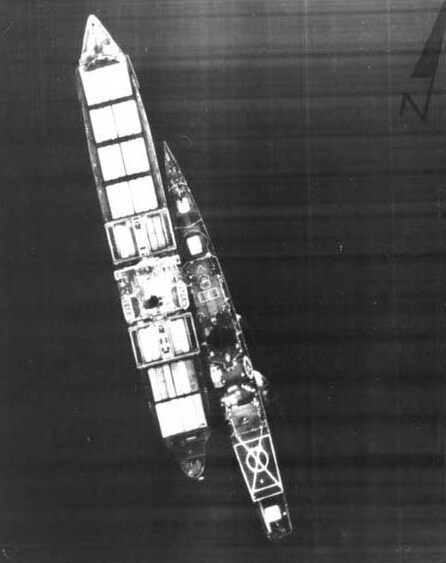
La USS Holt recupera la Mayaguez

Alle 3 del mattino del 15 maggio, sei Marines, un interprete dell'esercito, 6 volontari dell'USAF esperti in disinnesco di ordigni e 6 marinai provenienti dalla USS Duluth, si imbarcarono su 3 elicotteri per essere trasportati sulla USS Harold E. Holt, che sarebbe stata la loro base delle operazioni. Alcuni aeroplani dell'Air Force lanciarono del gas lacrimogeno sulla plancia della Mayaguez prima dell'assalto, ma alle 8 del mattino, quando il gruppo d'assalto salì a bordo della nave, non trovò nessuno. Nel frattempo un peschereccio thailandese si avvicinò all'USS Wilson, posizionata al largo dell'isola di Kaoh Tang di supporto all'assalto sulla Mayaguez. A bordo del peschereccio si trovava sia l'equipaggio thailandese sia quello della Mayaguez. Erano stati tutti liberati dai loro rapitori dopo essere stati trasferiti il giorno prima da una piccola isola.
Ignari della liberazione dell'equipaggio rapito, una forza d'assalto dei Marine a bordo di alcuni elicotteri CH-53 assalì la costa orientale e occidentale dell'isola di Kaoh Tang, venendo bersagliati dai mortai e dalle mitragliatrici del fuoco nemico. Tre degli otto elicotteri furono abbattuti mentre circa 230 marines sbarcarono sulla costa. Solo alle 11:30 del mattino giunse notizia della liberazione degli ostaggi e la forza d'assalto dei Marines decise di ritirarsi, lasciando sul campo 38 morti, 41 feriti e 3 dispersi (mai più ritrovati). La ragione dell'inaspettato rilascio dell'equipaggio della Mayaguez non è mai stata chiarita. Fra le molte teorie si pensa ad un intervento diretto della Cina o di Israele, o forse ad una decisione da parte cambogiana di non aggravare la situazione di tensione con gli Stati Uniti decisi a non mostrarsi deboli in questa crisi internazionale.